# Apfelbaumer Zug
Apfelbaumer Zug war die größte Eisenerzgrube in der Ortsgemeinde Brachbach im Landkreis Altenkirchen in Rheinland-Pfalz.

## Geschichte der Grube Apfelbaum

### Erste Erwähnung und Anfangsjahre
Ihre erste Erwähnung fand die Grube in einer Meldung des Amtes Freusburg an den Altenkirchener Geheimrat Henrich von Griesheim im Jahre 1720:
„!720 martii 6. wurde des Handelsmannes Joh. Valentin Reuschen zu Siegen filius, so in Sachen seines Vater nach Kirchen gehen wollen, ohnweit Brachbach nahe der Ertzgrube Apfelbaum aus dem Hinterhalt schwer angeschossen.“
Im Jahre 1741 berichtet Amtsaktuar Lamprecht von einer Eisenerzgrube "Apfelbaum". Genauen Aufschluss über genehmigten Eisenerzabbau gibt allerdings erstmals eine statistische Angabe aus dem Jahre 1803. Danach stamme die erste Abbauerlaubnis aus dem Jahre 1794. Der Abbau erfolgte entlang des Gangstreichens in Pingen und Tagesschächten von wenigen Metern Teufe und dauerte nur einige Jahre lang an. Im Jahre 1835 meldete ein aus Mudersbach stammender Johannes Hellinghausen die Grubenfelder "Apfelbaum", "Apfelbaum Nebengang", "Kirschenbaum" und "Fuchs" bei der Abt. für das Bergwerks-, Hütten- und Salinenwesen des Finanzministeriums Berlin zur Mutung an. Am 17. Oktober 1836 konsolidierten diese zur "Grube Apfelbaum". Bis zum 20. Februar 1850 kamen die Felder "Junger Apfelbaum", "Birnbaum", "Nußbaum" und bis zum 26. Februar 1861 die Felder "Neue Fortuna", "Pflaumenbaum", "Eichbaum" und "Tannenbaum" hinzu. Im Jahr 1861 (andere Quelle: 1841) entschlossen sich die Gewerken der Gruben "Apfelbaum", "Ecke" und "Kuhlenwalder Zug" zur Anlage eines im Siegtal ansetzenden gemeinschaftlichen Grundstollens zur Wasserlösung und Förderung. Die geförderten Erze wurden von der Stollenhalde ausgehend mit Pferdekarren zum Bahnhof Niederschelden transportiert.

### Verkauf an Firma Stein
Um 1870 wurde die "Grube Consolid. Apfelbaum" von der Kirchener Industriellenfamilie Stein für 120.000 Taler aufgekauft. In der nachfolgenden Zeit entstanden auf der Halde des Grundstollens die ersten Röstöfen. Ab 1871 entfiel durch die Anlage der Verladestelle Brachbach an der Siegstrecke der umständliche Transport nach Niederschelden. Über eine Schmalspurbahn gelangten die Erze durch den "Buhlenkamp" und über die sogenannte "Hohen Brücke" direkt zur Eisenbahn.

Grundriss der Tagesanlagen am Schacht Apfelbaum

Um 1880 entschloss sich die Gewerkschaft Apfelbaum zum Teufen eines Schachtes. Der Ansatzpunkt dafür lag am Nordwesthang des Windhahn<
s, rund 80 Höhenmeter über dem Tal der Sieg. Mit der Gestaltung der Tagesanlagen wurde der Siegener Ingenieur und spätere Reichstagsabgeordnete Heinrich Macco beauftragt. So entstand innerhalb von zwei Jahren ein neues Schachtgebäude mit Maschinen- und Kesselhaus. Ausgestattet mit der zu dieser Zeit modernsten Maschinentechnik (Wasserhaltungs- und Fördermaschine, zwei Dampfkessel und ein Speisewasserreservoir) wurde die Grube "Apfelbaum" einer der leistungsfähigsten Bergbaubetriebe der näheren Umgebung.
1882 war der Schacht bis zu der in 74 m Teufe liegenden Erbstollensohle geteuft und betriebsfähig. Im Jahre 1884 wurde in 154 m Teufe die 2. Tiefbausohle vorgerichtet und mit der Ausrichtung begonnen. 1890, nur zehn Jahre nach Teufbeginn, hatte der Schacht bereits eine Tiefe von 234 m und die Apfelbaumer Gänge auf der 4. Sohle standen in Abbau. Im Jahre 1896 wurde in einer Teufe von 314 m schließlich die 6. Sohle vorgerichtet.

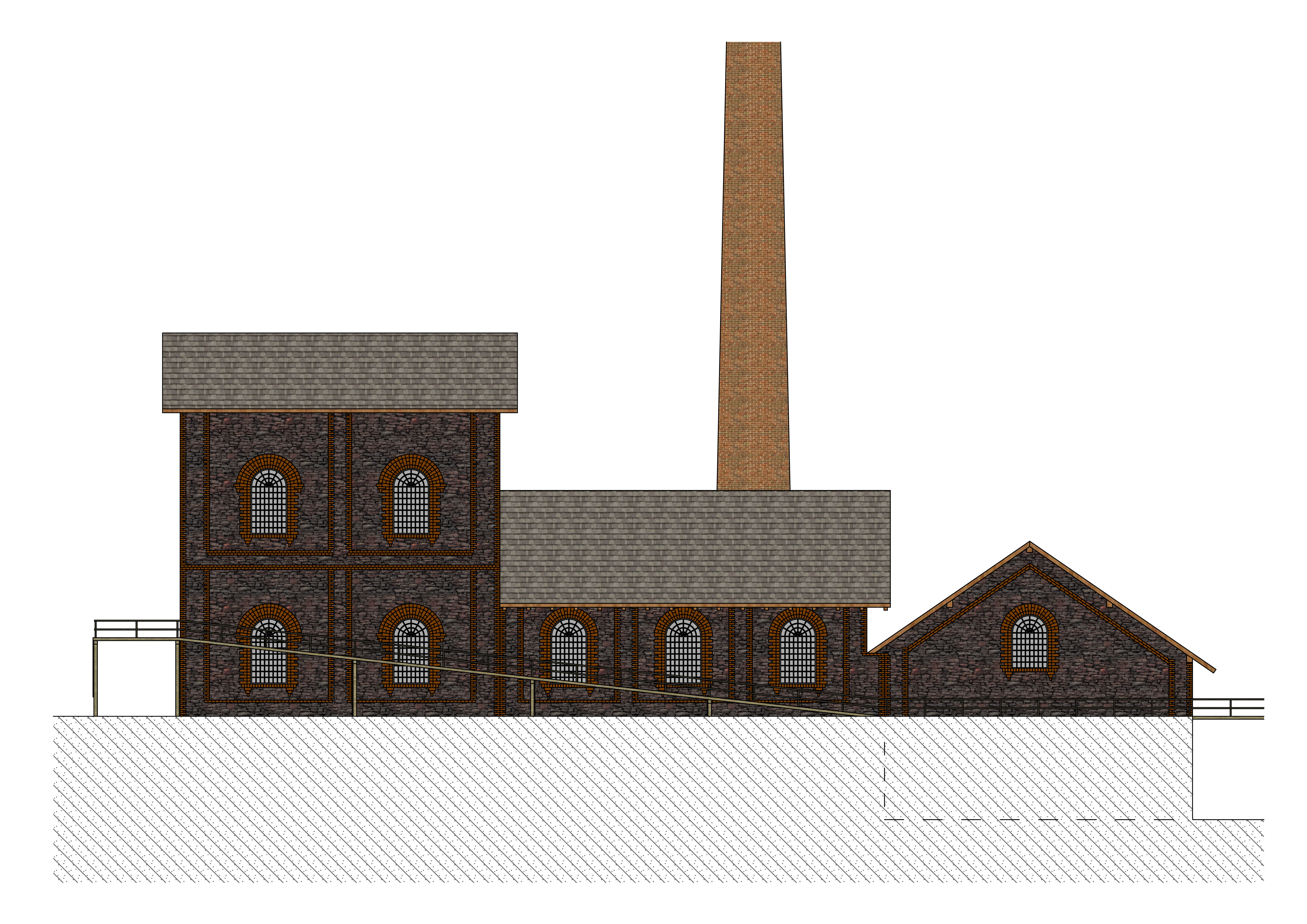
Seitenansicht der Tagesanlagen am Schacht Apfelbaum

Aufgrund der unzureichenden Wirtschaftlichkeit des Grubenbetriebs Apfelbaum und der Überlegung, die Förderleistung durch Konsolidation mit den umliegenden Grubenbetrieben Ecke und Kuhlenwalder Zug steigern zu können, ließ der Gewerkschaftsvorsitzende Otto Stein im Jahre 1896 von dem Niederscheldener Steiger Jakob Achenbach Gutachten aller drei Gruben erstellen. Ein weiteres Gutachten wurde bei Ferdinand Lück in Auftrag gegeben, der am 30. März 1896 zu dem Ergebnis kam:
„...daß meines Erachtens keine von den 3 genannten Gruben Apfelbaum, Ecke und Kuhlenwalder Zug einzeln betrieben auf eine den angelegten Capitalien – Ankauf der Grube, Herstellung der Schacht-, Maschinen-, Kessel-, Pumpen-, Halden- und Röstofenanlagen – entsprechende Verzinsung resp. Ausbeute rechnen kann. Der Betrieb wird für jede einzelne Grube zu theuer, da jede für sich den Maschinenschacht abteufen, Füllort brechen, Querschläge hauen und die erforderlichen Maschinen-, Pumpen-, Dampfkessel- sowie Halden- resp. Aufbereitungs- und Röstofenanlagen bauen und unterhalten muß. Auch findet jetzt doppelte Verwaltung, Beaufsichtigung pp. statt, so daß man annehmen kann, daß die Hälfte der gesamten General-Unkosten bei nur einer Tiefbauanlage für die genannten drei Gruben gespart werden könnten.“

## Geschichte der Grube Ecke

### Anfangsjahre
Der Beginn bergmännischer Tätigkeiten beschränkte sich zunächst auf Tagesschächte von geringer Teufe und Pingenbau. Zeugnis darüber gibt das Protokoll einer Verleihung aus dem Jahre 1772. Die an dieser Stelle aus eigenen Mitteln im Nebenerwerb zur Landwirtschaft Bergbau betreibenden Privatpersonen müssen nur unzureichende Einnahmen aus dem dort vorgefundenen Eisenstein erwirtschaftet haben. Anders jedenfalls ist es nicht zu erklären, dass der Abbau schon kurze Zeit später wieder zum Erliegen kam. Ab dem Jahr 1827 waren es Mudersbacher Muther, die in den angeschlagenen Erzgängen eine Chance für sich sahen und so war es der Gewerke Johann Zöller, der das erste Grubenfeld mit dem Namen "Oberste Ecke" am 29. November 1827 zur Muthung meldete. Am 17. Februar 1829 wurde das Bergwerkseigentum verliehen. Während der Ausrichtungsarbeiten stieß man auf abbauwürdige Gangpartien aus Kobalt. Und weil die Abbauerlaubnis lediglich den Abbau von Eisenerz gestattete, wurde beim Finanzministerium in Berlin um Erweiterung dieser für den Abbau auf Kobalt gebeten. Am 20. Februar 1846 wurde der Abbau gestattet. In den nachfolgenden Jahren schlossen sich bis zum 30. Juli 1861 die nachfolgend aufgelisteten Grubenfelder zur Grube Ecke zusammen:
- Oberste Ecke (* 17. Februar 1829)
- Oberste Ecke liegender Nebengang (* 27. Juni 1857)
- Mittelste Ecke (* 9. August 1847)
- Unterste Ecke Hauptgang (* 25. August 1841)
- Unterste Ecke Nebengang (* 7. August 1843)
- Neue Ecke (* 29. Dezember 1852)
- Schöne Ecke (* 27. Juni 1857)
- Hansmichel (* 10. September 1859)
- Oberster Hansmichel (* 18. Januar 1849)
- Junger Hansmichel (* 26. Juni 1857)
- Sauerborn (* 3. Juli 1837)
- Sauerquelle (* 17. April 1849)
- Bock (* 10. September 1859)
- Neue Vereinigung (* 4. September 1860)
- Michel (* 22. September 1860)
- Zugabe II (* 22. September 1860)

## Geschichte der Verbundgrube Apfelbaumer Zug

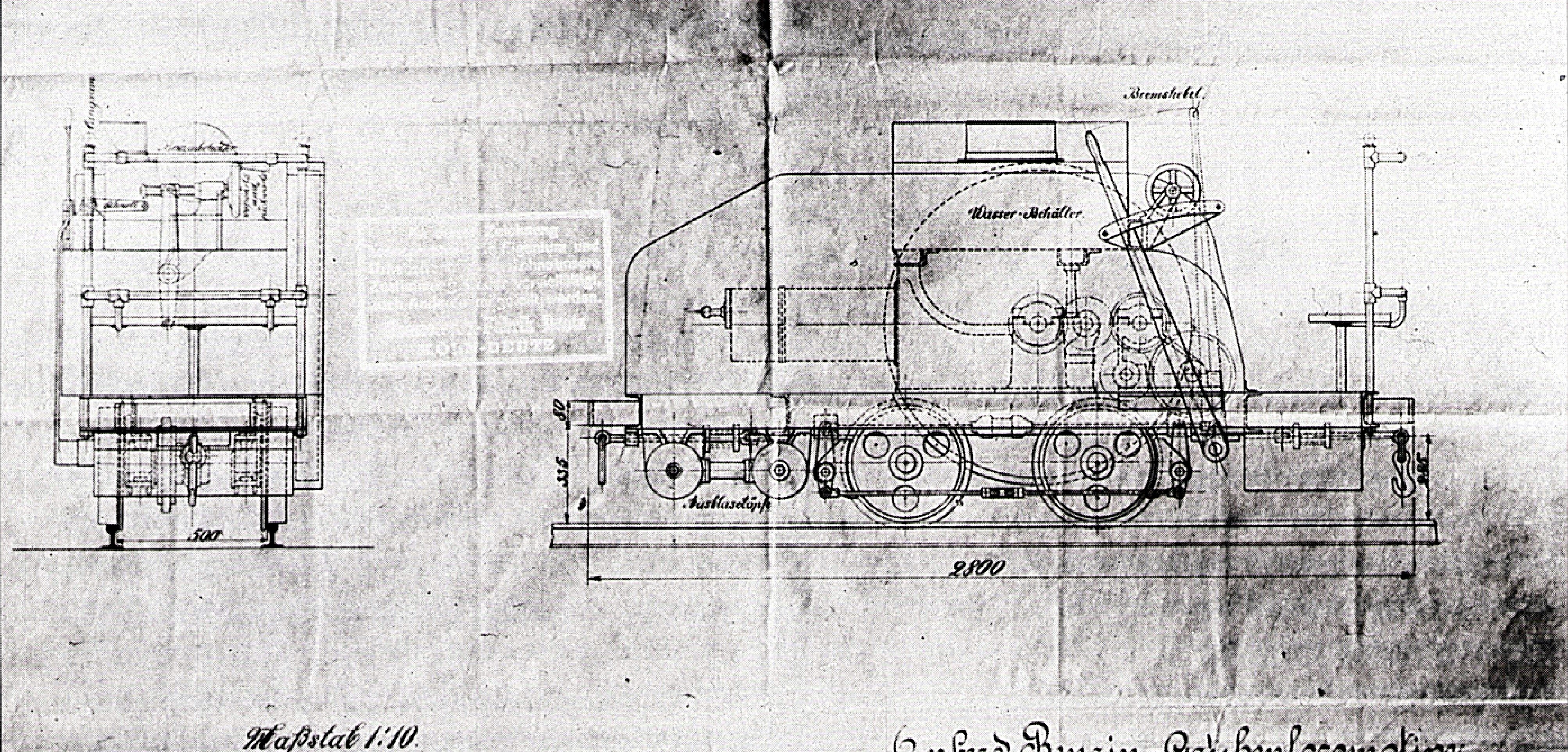
Benzin Grubenlokomotive der Grube Apfelbaumer Zug

Nach langen und zähen Verhandlungen und Streitigkeiten zwischen den Eigentümern der Gruben konsolidierten Apfelbaum, Ecke und Kuhlenwalder Zug am 13. Februar 1897 schließlich zum Bergwerk Apfelbaumer Zug. Rechtsträgerin des Bergwerks wurde die gleichnamige 1000-teilige Gewerkschaft Apfelbaumer Zug. Die 1000 Kuxen befanden sich bei der Gründungsversammlung in Händen von Otto Stein (200), Alfred Stein (200), Dr. Felix Rauschenbusch (200), Friedrich Zöllner (200), Karl Zöllner (100) sowie Gustav Contelle (100). Der Grubenvorstand wurde gebildet durch Steiger Jakob Achenbach und den Gewerken Rauschenbusch und Otto Stein. In der nachfolgenden Zeit wurden, wie im weiteren Verlauf geschildert, erhebliche finanzielle Mittel zur Förderung der betrieblichen Wirtschaftlichkeit aufgebracht.
Ab 1897 wurde die 6. Tiefbausohle zur Hauptfördersohle ausgebaut. Unweit des Apfelbaumer Schachtes wurde in Richtung Süden ein ca. 800 m langer Querschlag in Richtung Kuhlenwalder Zug aufgefahren und im Jahre 1903 fertig gestellt. Aufgrund der großen Distanz zwischen den Schächten Kuhlenwald und Apfelbaum entschloss man sich zum Einsatz einer 6-PS Benzinlokomotive, der vermutlich ersten im Siegerländer Eisenerzbergbau. Betriebsführer Klein beschrieb den Betrieb der Benzinlokomotive  wie folgt: 

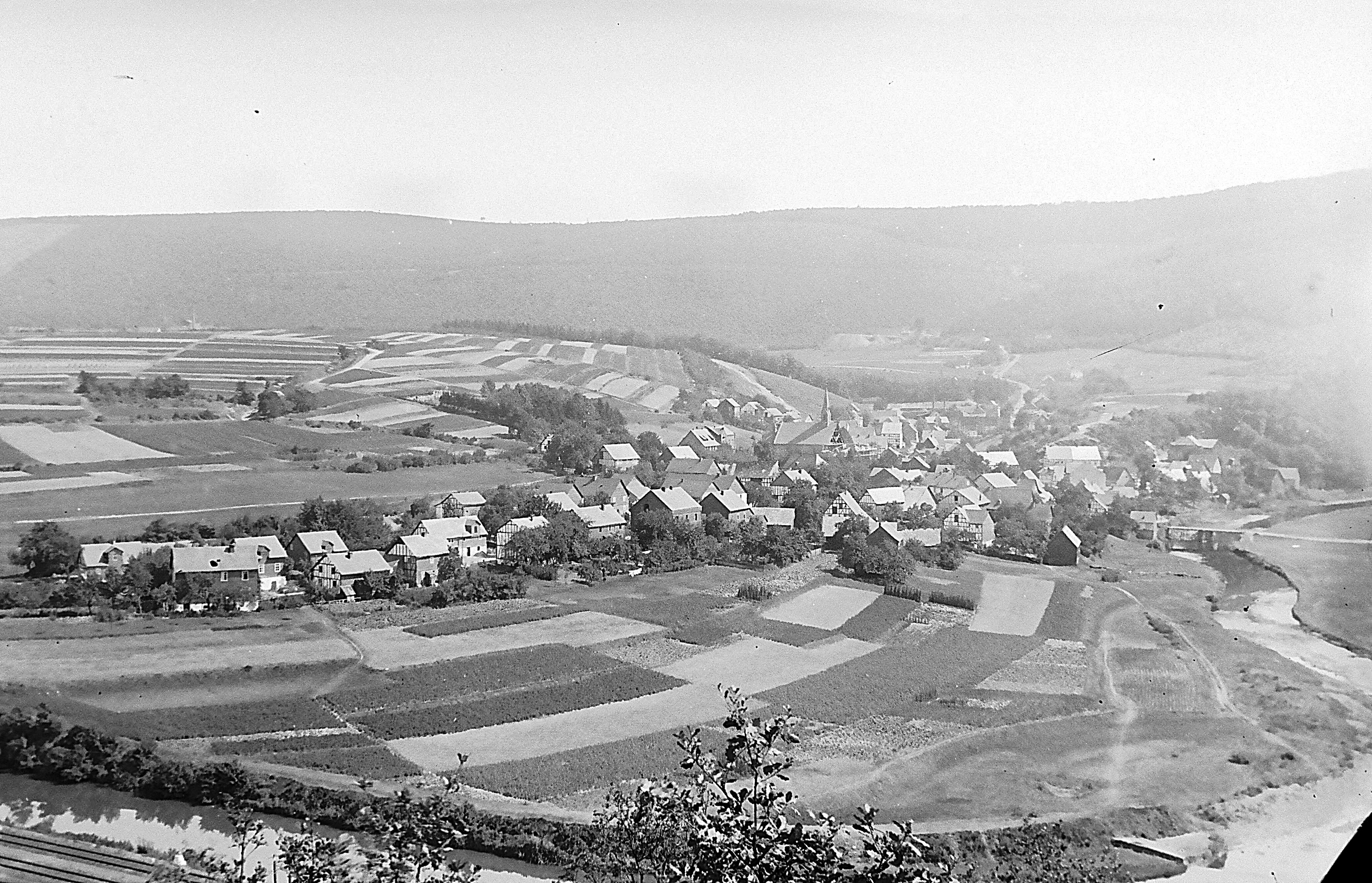
Blick auf Brachbach um 1900 mit den Tagesanlagen der Grube Apfelbaumer Zug (links oben) und der mächtigen Stollenhalde der Langgrube (Bildmitte oberhalb der Kirche)

„Die Lokomotive soll die leeren und beladenen Wagen durch den zweigleisigen, 780 m langen Querschlag nach dem Kulnwaldgang und über denselben hinaus im Gangstreichen liegenden, genannten Mitteln (d. s. Kulnwald, Langgrube, Lück, Anton, Junger Anton und Wasserquelle) fallenden Berge- und Eisensteinmengen in Zügen von 12-15 Wagen zum Schacht 1 Apfelbaumerzug bringen. Ein leerer Wagen wiegt 260 kg, Inhalt 650 kg, Lokomotive 2700 kg. Es würde somit ein ganzer Zug ein Gewicht von 16.350 kg wiegen. Die Grubenschienen sind 65 mm hoch, wiegen pro laufend m 7 kg und genügen bei guter Eisenschwellenunterlage für vorstehend angegebenes Gewicht. Spurweite 550 mm, die Förderlängen betragen 780-1400. Wenn die Maschine außer Betrieb gesetzt wird, soll die selbe in einem verschließbaren Raum untergebracht werden. Das Magazin für Benzin beabsichtigen wir, in den Querschlag zu verlegen. Dasselbe soll an beiden Längsseiten ausgemauert, gewölbt und durch eine Tür verschlossen werden. Das Benzin soll faßweise bezogen werden. Auf das Faß wird eine Pumpe gesetzt, welche das Benzin durch einen Gasrohrschlauch in den auf der Lokomotive befindlichen Benzinbehälter pumpt, wodurch jede Gefahr fast ausgeschlossen ist, daß sich jemand mit dem Licht nähern kann.“
Am 24. Oktober 1898 legte Jakob Achenbach ein von der Firma Wippermann in Köln-Kalk ausgearbeitetes Projekt einer "Aufbereitungs-Anstalt" vor, das in jener Form dann auch zur Ausführung gekommen ist:

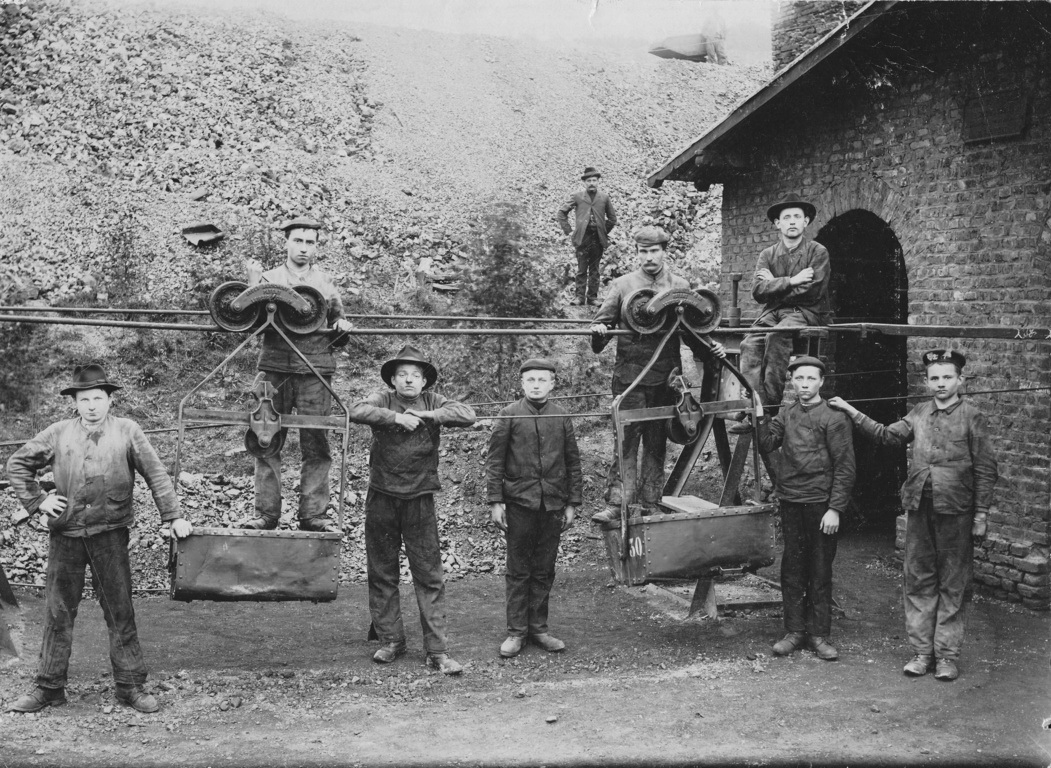
Seilbahn zur Neuen Brachbacher Hütte um 1906

„Die Aufbereitung soll zur Scheidung der Eisenerze vom Thonschiefer, Grauwacke, Quarz etc. dienen und abwechselnd zu rohem und geröstetem Spath benutzt werden. Die Umstellung wird jedenfalls monatlich stattfinden. Die Anstalt besteht aus einer Betriebsmaschine, einer Stabtrommel, 3 Separationstrommeln, einem Lesetisch, einem Becherwerk und einem Walz- oder Quetschwerk. Die Eisensteinförderung aus der Grube wird nicht zerkleinert, sondern läuft direkt über eine Stabtrommel, wo die grobe von der feinen Förderung geschieden wird. Der grobe Eisenstein wird direkt den Röstöfen übergeben, die mittlere Sorte macht den Weg über den Lesetisch, um sortiert zu werden. Das Grubenklein wird durch das Becherwerk hoch gefördert, passiert dann zwei Separationstrommeln, nach welchen es den Setzkästen verschiedener Korngrößen zufällt und gereinigt wird. Die Schlämme gehen in einen Klärsumpf, welcher durch eine Anzahl Wandungen getrennt ist, um eine Klärung der Wasser zu erwirken. Soll die Aufbereitung für Rostspat aus der sog. Ausschlagshalde benutzt werden, so wird dieses Material dem Quetschwerk zugeführt und zerkleinert, durch das Becherwerk hoch gehoben, geht über die Separationstrommeln in die Setzkästen und wird weiter behandelt wie der Rostspath.“
Im Jahre 1899 war die Aufbereitungsanlage fertig gestellt und nahm ihren Betrieb auf. Eine Seilbahn wurde errichtet, die das aufbereitete Erz direkt zur "Neuen Brachbacher Hütte" transportierte. Jedoch blieb ein wirtschaftliches Arbeiten des Grubenbetriebs trotz aller Bemühungen und Investitionen auch in den folgenden Monaten aus. Finanzielle Schwierigkeiten bewogen die Gewerkschaft Apfelbaumer Zug bereits im August 1899 dazu, den Phönix Eisenwerken und den Rheinischen Stahlwerken die Grube zum Ankauf anzubieten. Doch die Hüttemunternehmer nahmen Abstand davon. Im Frühjahr 1900 schließlich gelang es den Gewerken Stein und Rauschenbusch, ihre Kuxen an die Rheinische Bank AG zu veräußern. In den nachfolgenden drei Jahren war ein permanenter Wechsel im Vorsitz der Gewerkschaft zu beobachten. Auf Gründe dafür wird in den erhaltenen Berichten der Gewerkschaftsversammlungen nicht näher eingegangen.
Am 4. Mai 1903 kaufte die Gewerkschaft Apfelbaumer Zug für 27.000 Mark die benachbarten Gruben Lück, Anton, Junger Anton und Langgrube auf. Am 24. Mai 1904 kamen dann noch Pflaumenbaum 1–4, Susanna, Weidenstamm und Wasserquelle hinzu. Zwischen 1906 und 1908 wurde der Hauptschacht Apfelbaum bis zu seiner Endteufe von 393,67 m niedergebracht und die 7. und 8. Tiefbausohle angelegt. Doch waren in dieser Teufe kaum noch nennenswerte Erzvorkommen anzutreffen.

### Das Grubenunglück im Jahre 1908

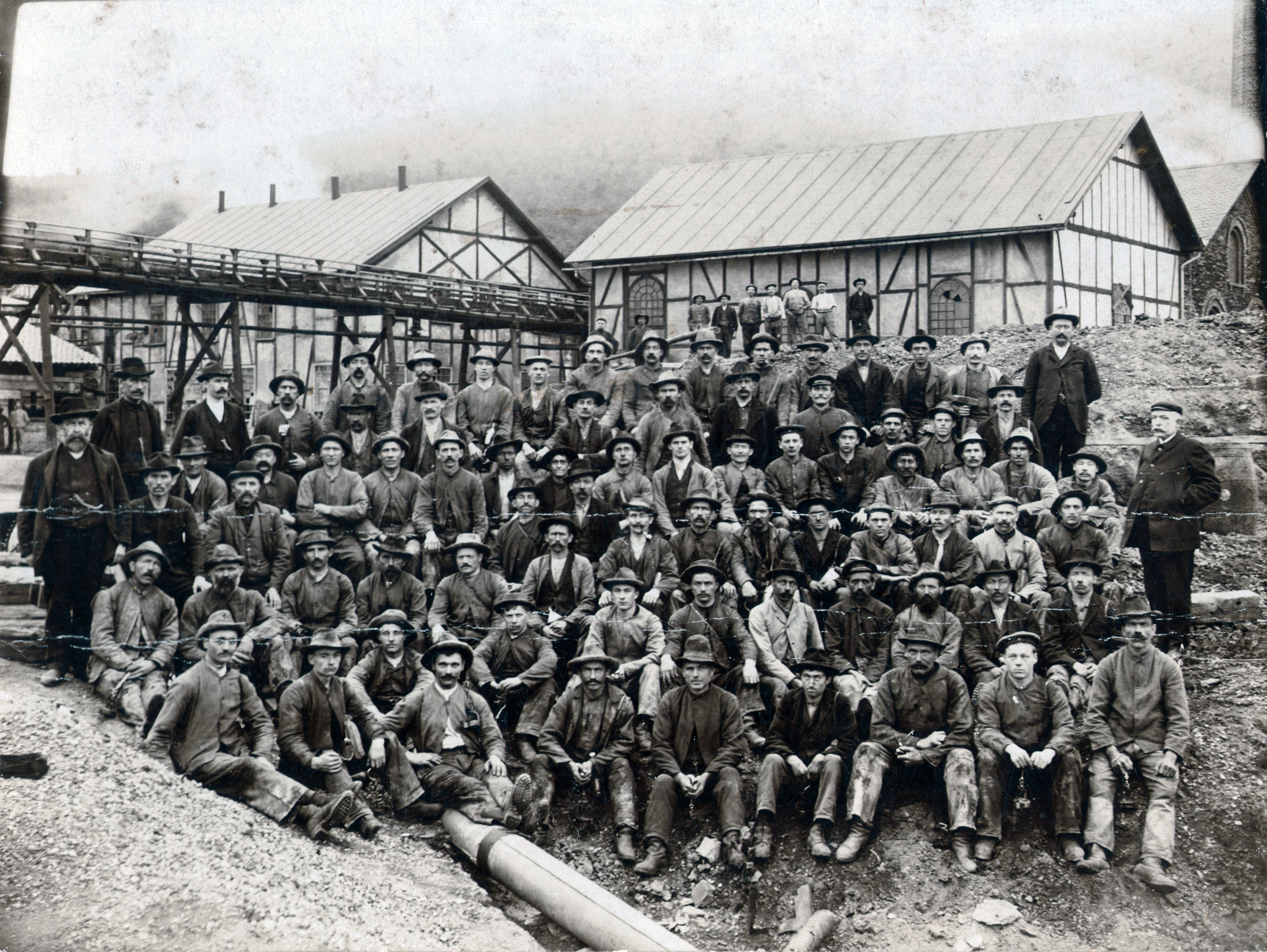
Untertage-Belegschaft der Grube Apfelbaumer Zug im Jahre 1906

In der Nacht vom 8. August 1908 zum 9. August 1908 lösten sich aus einer, die Schachtröhre zwischen dem Erbstollen und der 1. Tiefbausohle durchstreichenden Gangspalte, große Gesteinsmassen.  Dabei wurde sowohl der hölzerne Schachtausbau als auch die im Schacht verbauten Pumpleitungen mit in die Tiefe gerissen und der Schacht nahezu vollständig zerstört. Vier Belegschaftsmitglieder, die mit Reparaturarbeiten auf der 6. Tiefbausohle beschäftigt waren, gelang eine eigenständige Rettung über die benachbarte Langgrube (andere Quellen sagen, dass sich die Bergleute über die benachbarte Grube Ecke retteten). Jenen schicksalreichen Tag beschrieb ein überlebender Bergmann seinerzeit wie folgt:

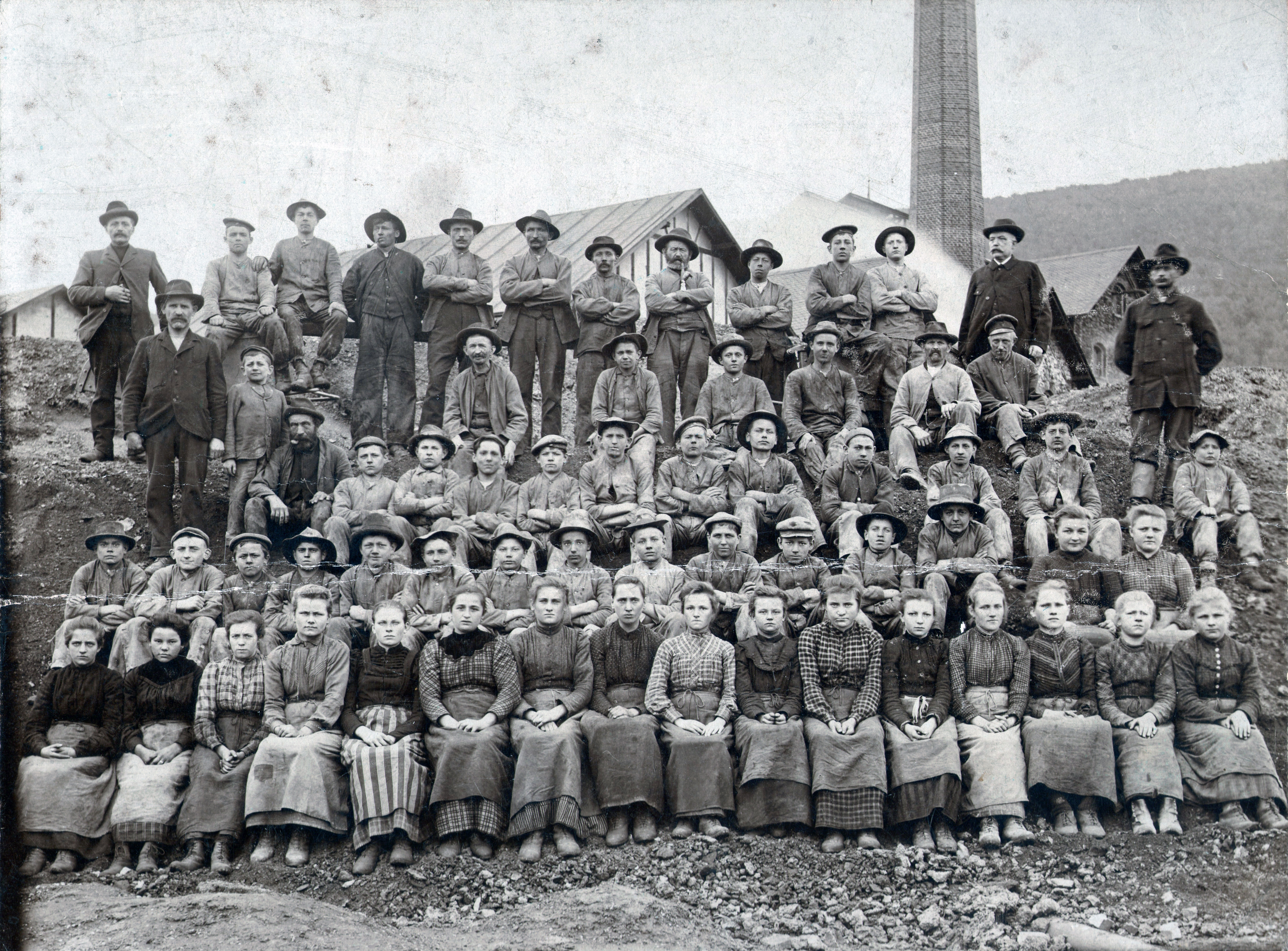
Übertage-Belegschaft der Grube Apfelbaumer Zug im Jahre 1906

„Wir hatten von morgens früh in der Grube „Apfelbaum“ Lore auf Lore mit Eisengestein gefüllt und freuten uns, dass der Zeiger der Uhr langsam auf drei rückte, denn dann war Schichtwechsel. Wir machten uns fertig zur Ausfahrt und gingen durch den Stollen zum Förderschacht. Auf einmal war über uns ein donnernder Krach, ein Kollern von Gestein und Rauschen von Wassermassen. Unwillkürlich wichen wir zurück, um nicht vom herabfallenden Gestein getroffen zu werden. Unsere Lichter erloschen und wir standen im Dunkeln. Ein lähmendes Entsetzen packte uns. Der Schacht war eingestürzt. Wie sollten wir je das Tageslicht wiedersehen? Der Meister aus dem Pumpenraum kam hastig heran und schrie in heller Verzweiflung: „Wir ersaufen, die Pumpe geht nicht mehr, wir sind verloren!“ Da verloren einige meiner Kumpels die Nerven und heulten wie kleine Kinder. Einer kniete nieder und betete in seiner Herzensangst laut das „Vaterunser“. Andere folgten ihm. Nur ein alter Bergmann zeigte bei all seiner Verzweiflung keinerlei Anzeichen von Angst. In aller Gemütsruhe zog er bei neu aufflackerndem Grubenlicht seinen Strang Tabak aus der Tasche, schnitt sich ein Stück ab und steckte es in den Mund. Dann rief er in die allgemeine Verwirrung hinein: „Wir sind nicht verloren, Männer! Gebetet habt ihr auch genug. Jetzt steht auf und geht mir nach, ich kenne einen anderen Ausgang.“ Wie wenn die Sonne die Düsternis wegwischt und die ganze Nacht in neuem Licht glänzen lässt, so verwandelten diese Worte die Gesichter. Mit frischem Mut schritten wir hinter dem alten Kumpel her, der so fest und sicher gesprochen hatte. Lange tappten wir durch verlassenen Stollen. Von der Decke tropfte das Wasser auf uns herab. Gespenstisch huschten unsere Schatten über die Stollenwände. Keiner sprach ein Wort. Nach langer Zeit wurde es vor uns hell. Frohen Herzens traten wir aus dem Stolleneingang der Grube „Ecke“ ins helle Licht des Tages, dem Bergmannstod entronnen. Stumm drückte jeder dem Führer die Hand. Dann eilten wir zur Grube „Apfelbaum“, wo man schon in Sorge um uns gewesen war.“
Aufgrund der finanziellen Schwierigkeiten vor dem Unglück entschloss sich die Gewerkschaft, den Grubenbetrieb daraufhin stillzulegen. 290 Belegschaftsmitglieder verloren ihren Arbeitsplatz. Die maschinellen Einrichtungen der Tagesanlagen wurden demontiert und verkauft.

### Wiederinbetriebnahme durch HOESCH und endgültige Stilllegung
Während des Ersten Weltkrieges bestand ein erhöhter Bedarf an Eisenerz für die Rüstungsproduktion. Die Gewerkschaft Apfelbaumer Zug verpachtete die Halde zur erneuten Aufbereitung an die Niederrheinische Hütte zu Duisburg. Bis in das Jahr 1917 hinein hatte der HOESCH-Konzern den größten Teil der Kuxe in seinem Besitz und plante in der Folgezeit einen erneuten Erzabbau auf der Grube.

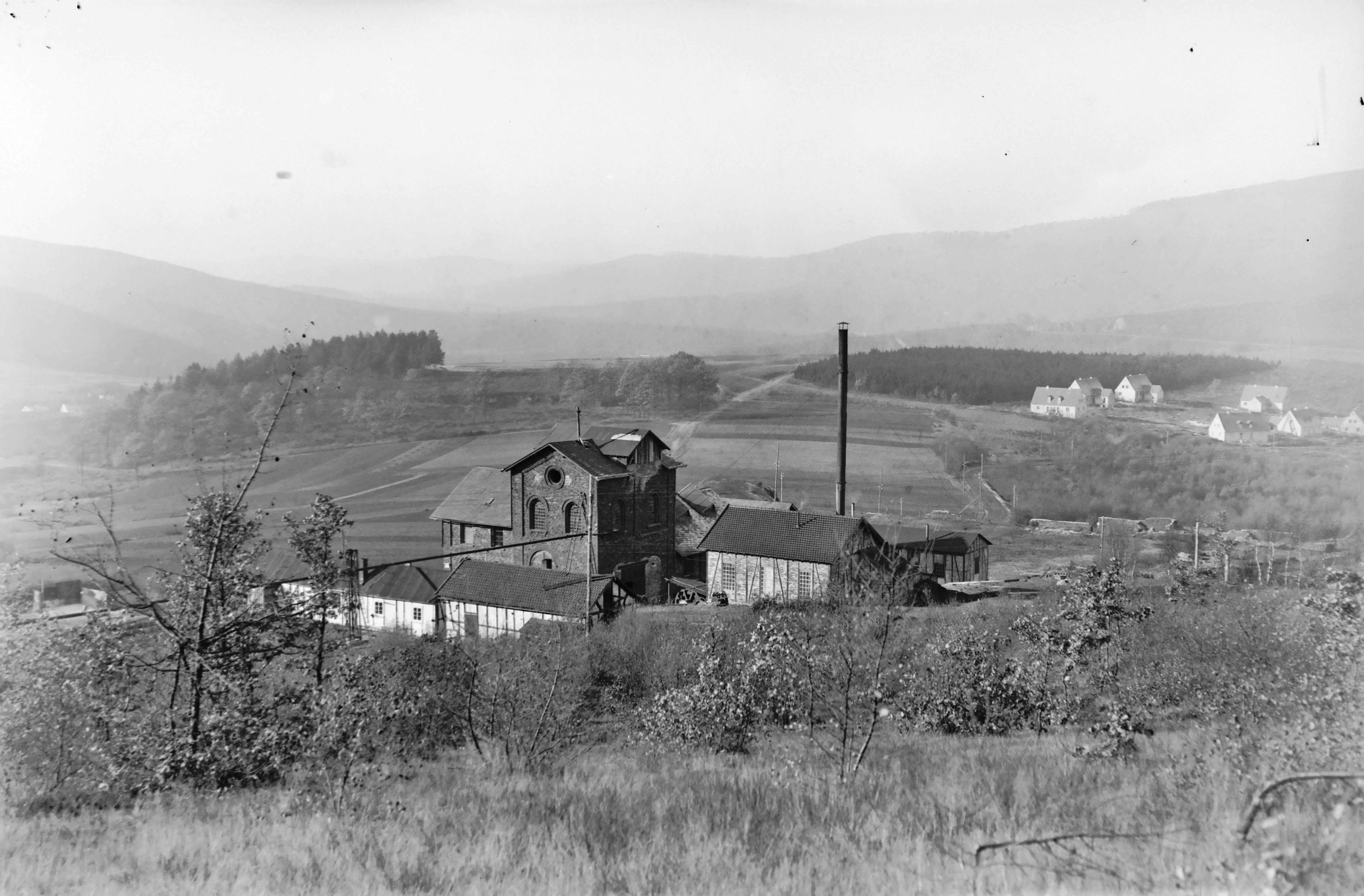
Tagesanlagen der Grube Apfelbaumer Zug um 1921

Am 30. September 1920 wurde die Wiederinbetriebnahme des Bergwerks beim Oberbergamt in Bonn beantragt und um Erteilung der Seilfahrterlaubnis im Schacht Apfelbaum gebeten. Ab Oktober 1920 wurde eine neue Hilfsfördereinrichtung am Schacht Apfelbaum errichtet und waren 20 Bergleute mit der Aufwältigung der Schachtröhre beschäftigt. Die Schachtstöße wurden großzügig nachgerissen und die noch erhaltenen hölzernen Schachteinbauten durch Eiseneinstriche ersetzt. Die Bruchstelle unterhalb der Erbstollensohle wurde großzügig und aufwendig mit Beton gesichert.
Auch der Wetterschacht Ecke wurde vollständig aufgewältigt und erhielt sowohl einen neuen Schachtausbau als auch ein hölzernes Hilfsfördergerüst.
Bis zum Jahre 1923 erhöhte sich die Belegschaftszahl auf 80. Die Tagesanlagen am Schacht Apfelbaum wurden durch ein neues Fördermaschinenhaus, Kompressorenhaus und eine Trafostation ergänzt.
Jedoch verschlechterte sich die gesamtwirtschaftliche Situation zum erheblichen Nachteil für das Bergwerk.
Am 1. Januar 1927 wurde die Grube Apfelbaumer Zug endgültig stillgelegt.
Sämtliche maschinentechnische Einrichtungen wurden demontiert und verkauft. Die Schächte Ecke und Apfelbaum wurden mit eisenbewährten Betonplomben an der Hängebank verschlossen. Ein ortsansässiges Bauunternehmen erwarb die weitläufige Abraumhalde und verwendete das Gestein für einige Jahre im Straßenbau. Einzig das aus Bruchstein gemauerte Schachtgebäude sowie das durch HOESCH errichtete neue Fördermaschinenhaus auf dem Apfelbaum blieben über die Stilllegung hinaus erhalten und wurden einer neuen Verwendung zugeführt.

## Förderung und Belegschaft
| Jahr | Förderung Spateisenstein | Förderung Kupfererz | Belegschaft gesamt | Belegschaft unter Tage | Belegschaft über Tage |
| ---- | ------------------------ | ------------------- | ------------------ | ---------------------- | --------------------- |
| 1897 | 31 381 Tonnen            | 393 Tonnen          | 270                | 170                    | 100                   |
| 1898 | 30 877 Tonnen            | 655 Tonnen          | 313                | 195                    | 118                   |
| 1899 | 32 302 Tonnen            | 555 Tonnen          | 305                | 199                    | 106                   |
| 1900 | - - -                    | - - -               | 327                | 205                    | 122                   |
| 1901 | 28 972 Tonnen            | 420 Tonnen          | 333                | 220                    | 113                   |
| 1902 | 28 791 Tonnen            | 479 Tonnen          | 279                | 181                    | 98                    |
| 1903 | 38 291 Tonnen            | 3 699 Tonnen        | 321                | 205                    | 116                   |
| 1904 | 44 569 Tonnen            | 1 364 Tonnen        | - - -              | - - -                  | - - -                 |
| 1905 | 44 893 Tonnen            | 964 Tonnen          | 387                | - - -                  | - - -                 |
| 1906 | 53 403 Tonnen            | 850 Tonnen          | 370                | - - -                  | - - -                 |
| 1907 | 45 472 Tonnen            | 1 040 Tonnen        | 356                | - - -                  | - - -                 |
| 1908 | 22 727 Tonnen            | 561 Tonnen          | 290                | - - -                  | - - -                 |
| 1909 | 615 Tonnen               | - - -               | 5                  | - - -                  | - - -                 |
| 1916 | - - -                    | - - -               | 1                  | - - -                  | - - -                 |
| 1917 | - - -                    | - - -               | 4                  | - - -                  | - - -                 |
| 1918 | - - -                    | - - -               | 2                  | - - -                  | - - -                 |
| 1919 | - - -                    | - - -               | 22                 | - - -                  | - - -                 |
| 1920 | 2 042 Tonnen             | - - -               | 20                 | - - -                  | - - -                 |
| 1923 | - - -                    | - - -               | 80                 | - - -                  | - - -                 |
| 1924 | - - -                    | - - -               | 45                 | - - -                  | - - -                 |

## Stollen und Schächte
| Name                                 | Entstehungsjahr | Länge |
| ------------------------------------ | --------------- | ----- |
| Oberer Apfelbaumer Stollen           |                 | - - - |
| Neuer Apfelbaumer Stollen            |                 | - - - |
| Tiefer Ecker und Apfelbaumer Stollen |                 | - - - |
| Mittlerer Ecker Stollen              |                 | - - - |
| Oberer Ecker Stollen                 |                 | - - - |
| Neuer Ecker Stollen                  |                 | - - - |
| Wasserqueller Stollen                |                 | - - - |
| Langgrube Tiefer Stollen             |                 | - - - |
| Oberer Kuhlenwalder Stollen          |                 | - - - |

| Name                      | Entstehungsjahr | Teufe        | Abmessungen   |
| ------------------------- | --------------- | ------------ | ------------- |
| Schacht Apfelbaum         | 1880            | 393,67 Meter | 4,50 × 5,00 m |
| Schacht Ecke              | 1879            | 166,35 Meter | 4,40 × 1,42 m |
| Blindschacht Kuhlenwald   | 1903            | 313,00 Meter | - - -         |
| Blindschacht Langgrube    | 1871            | 182,00 Meter | 3,77 × 1,57 m |
| Blindschacht Wasserquelle | 1871            | 64,00 Meter  | - - -         |

## Nach der Stilllegung

### Das Wohngebäude

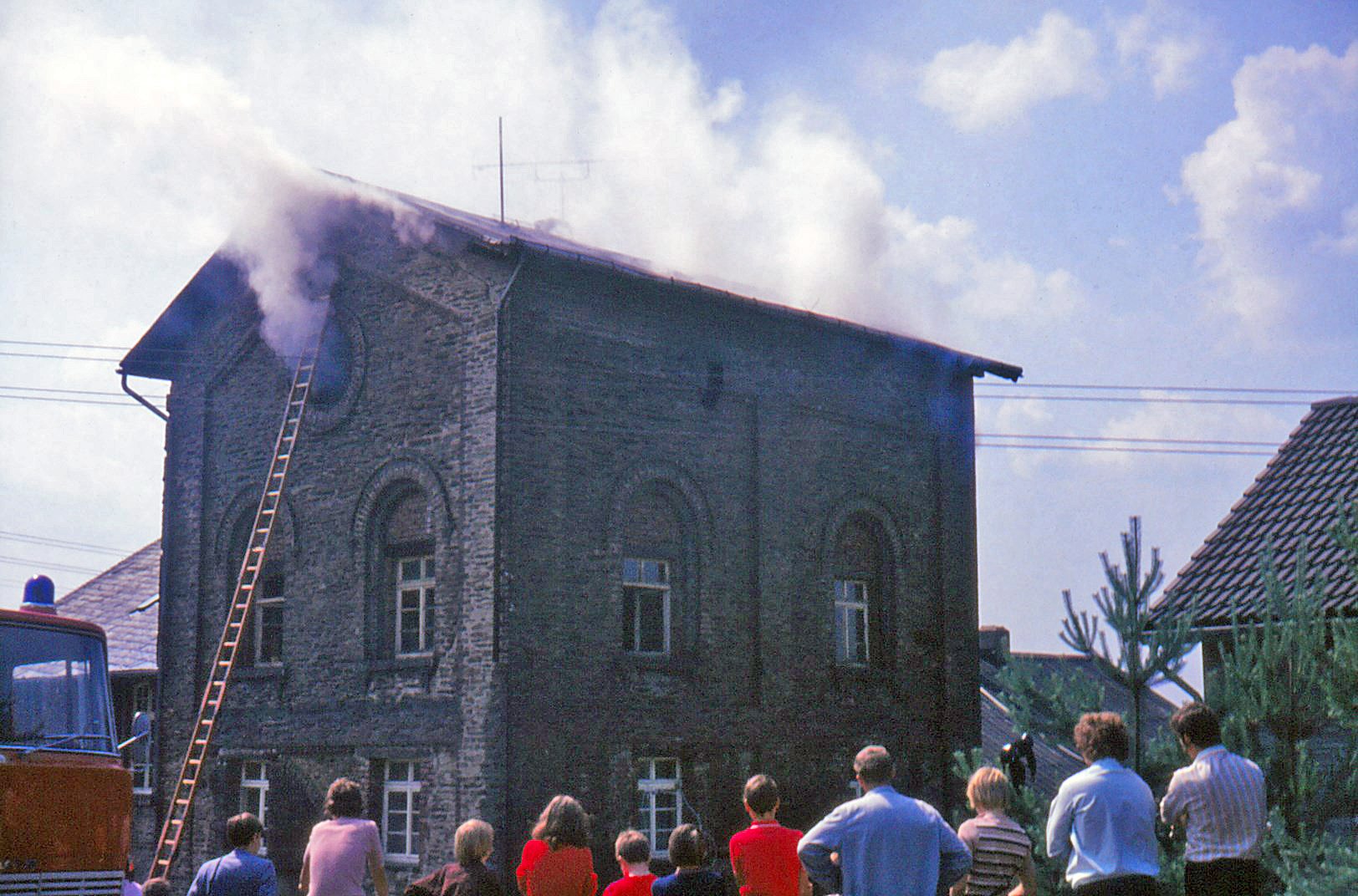
Der Brand der Schachthalle im Jahre 1975

Die ersten zwei Wohnungen in dem alten Gebäudekomplex entstanden im Jahr 1942, in der Hauptsache wohl für Bergmannsfamilien. Durch entsprechende Umbaumaßnahmen kamen bis zum Jahr 1965 noch zwei weitere Wohnungen hinzu. In diesem Jahr erwarb die Gemeinde Mudersbach sowohl die Gebäude als auch das Bergwerk selbst von der Erzbergbau Siegerland AG. Im Jahre 1972 geriet der Dachstuhl der Schachthalle in Brand. Das Feuer beeinträchtigte die Statik des Gebäudes so enorm, dass die Wohnungen in diesem Gebäudeteil unbrauchbar wurden. Am 17. August 1974 führte der Schachteinsturz der Grube Hohegrete in Wickhausen bei Hamm (Sieg) zu einer umfassenden Überprüfung aller vor 1940 stillgelegten Tagesschächte im Landkreis Altenkirchen, auch jenen der Grube Apfelbaumer Zug. Doch gestaltete sich eine Kontrolle der Plombe auf dem Schacht Apfelbaum als ausgesprochen schwierig, denn lag die Betonplatte ja in einem Flur des Wohngebäudes und waren bei den Umbaumaßnahmen zu Wohnungszwecken schon 1942 Zwischenwände auf ihr errichtet worden. Einzig auf die Aussage eines damals noch lebenden Bergmannes, der die Stilllegungsarbeiten miterlebt hatte, bot einen groben Überblick über die Dimensionierung der Schachtabdeckung. Danach habe er nach der Stilllegung im Jahre 1927 selbst Eisenträger zurechtgeschnitten, auf die Schachtröhre geschoben, den Zwischenraum mit Blechen verschalt und schließlich händig angemischten Magerbeton aufgetragen.
Nachdem Beamte des zuständigen Bergamtes bei einem Ortstermin mit Vertretern der Gemeinden Brachbach und Mudersbach lediglich eine Sichtkontrolle der Schachtabdeckung durchführten und jedwede tiefergründige Kontrolle ablehnten, schlug der Brachbacher Ortsbürgermeister selbst ein Loch in die Abdeckung. Dabei stellte er fest, dass die Platte auf dem Schacht Apfelbaum nur 16 cm dick war und für die 27 in dem Gebäude lebenden Menschen, Lebensgefahr bestand. Alle vier Familien wurden unverzüglich ausquartiert.
Pläne zu einer nachträglichen Sicherung der Schachtröhre und Einrichtung eines Bergbaumuseums in den Gebäuden wurden aus Kostengründen verworfen. Im Jahr 1975 stand der Gebäudekomplex erneut in Flammen. Wie sich erst kürzlich herausstellte, entstand der Großbrand durch Spielereien dreier Jugendlicher mit einem Feuerzeug.
Im Jahre 1977 wurde das Schachtgebäude abgerissen.

## Die Forschung
Im Jahre 2008 begab sich eine Gruppe aus Altbergbauforschern erstmals an die Erkundung der erhalten gebliebenen tagesnahen Grubenbaue des stillgelegten Bergwerks Apfelbaumer Zug. Zweck des bis heute andauernden Forschungsprojektes ist eine umfassenden Dokumentation der erhaltenen montanhistorischen Zeugnisse des Dorfes Brachbach. Die nachfolgenden Fotos zeigen nur einen kleinen Teil der noch erhaltenen Grubenbaue.
|  |  |  |  |
|  |  |  |  |
|  |  |  |  |
|  |  |  |  |